# Nico Christ
Nico Christ (* 30. Oktober 1981 in Tübingen) ist ein deutscher Tischtennisspieler. Er ist deutscher Meister im Doppel und im Mixed.
Von 2005 bis 2011 war Christ Spitzenspieler beim TSV Gräfelfing in der zweiten Bundesliga Süd.

## Werdegang
1988 begann Nico Christ mit dem Tischtennissport in seinem Heimatverein VfL Dettenhausen. Sein Talent wurde vom Verbandsjugendwart Dieter Kunze entdeckt und gefördert. Später schloss Christ sich dem Verein TTC Metabo Frickenhausen an, 1998 wechselte er in die Zweite Bundesliga zu TSV Maxell Sontheim. Weitere Stationen waren TTC Karlsruhe-Neureut (2001–2002), TTC Elz (2002–2003), ESV Jahn Kassel (2003–2005), TSV Gräfelfing (2005–2011), TV Hilpoltstein (2011–2018) und schließlich der SB Versbach (3. Bundesliga).

## Spielweise
Nico Christ ist Rechtshänder und spielt mit der Shakehand-Schlägerhaltung. Zu seinen Spielstärken zählt vor allem das Spiel über dem Tisch, danach folgt kompromissloses Vorhand-Angriffsspiel. Derzeit verwendet er das Holz „Holycrown“ von der Firma Butterfly. Auf der Vorhand kommt der Omega IV Pro von der Firma Xiom zum Einsatz. Auf der Rückhand verwendet Nico Christ den Target Ultim von Cornelliau. Außerdem fungiert er als Werbeträger eines Online-Versandhandels.

## Privat
Nico Christ lebt und trainiert in Karlsruhe, wo er außerdem am Karlsruher Institut für Technologie Physik studiert. Das Studium ermöglichte ihm zudem die Teilnahme an der Universiade in Bangkok 2007 mit dem Gewinn der Bronzemedaille im Mannschaftswettbewerb. Er hat zwei Schwestern, von denen die zwei Jahre jüngere Stine im Tischtennis Regionalligastärke besitzt.

## Erfolge
- 1998 Mannschaftseuropameister der Jugend in Norcia (Italien)
- 1999 Deutscher Meister der Jugend im Doppel mit Gabriel Stephan
- 2002 Zweitliga-Meister mit dem TTC Karlsruhe-Neureut
- 2003 Deutscher Meister Herren Doppel mit Bastian Steger
- 2004 Deutscher Meister im Mixed-Doppel zusammen mit Christina Fischer
- 2004 Bronzemedaille im Herren Doppel bei den Deutschen Meisterschaften mit Bastian Steger
- 2005 Bronzemedaille bei den Deutschen Meisterschaften im Mixed-Doppel zusammen mit Christina Fischer
- 2007 Viertelfinale bei den Deutschen Meisterschaften Herren Einzel
- 2007 Bronzemedaille im Mannschaftswettbewerb bei der Universiade Bangkok

## Turnierergebnisse
| Verband | Veranstaltung                         | Jahr | Ort             | Land | Einzel    | Doppel    | Mixed | Team |
| ------- | ------------------------------------- | ---- | --------------- | ---- | --------- | --------- | ----- | ---- |
| GER     | Jugend-Europameisterschaft (Junioren) | 1998 | Norcia          | ITA  |           |           |       | 1    |
| GER     | Pro Tour                              | 2005 | Fort Lauderdale | USA  | letzte 64 |           |       |      |
| GER     | Pro Tour                              | 2004 | Kairo           | EGY  | letzte 64 | letzte 16 |       |      |